# Siamese Dream
Siamese Dream er det andet album fra det amerikanske rockband Smashing Pumpkins. Det blev udgivet 26. juli 1993 og var bandets første album udgivet hos Virgin Records. 
Siamese Dream blev bandets endelige gennembrudsalbum og gik firdobbelt platin i USA med 4,8 millioner solgte eksemplarer og mere end syv millioner solgte eksemplarer verden over. Pladen debuterede som nr. 10 på den amerikanske Billboard-albumhitliste, mens den nåede helt op som nr. 4 i UK. Det siges, at sanger og guitarist Billy Corgan og trommeslager Jimmy Chamberlin indspillede stort set hele albummet selv uden hjælp fra bandets to øvrige medlemmer. 
I november 2011 blev Siamese Dream genudgivet med en bonus-cd med ekstramateriale, samt en livekoncert på dvd. Genudgivelsen toppede som nummer 110 på Billboard-hitlisten.
I forbindelse med udgivelsen af bandets syvende album Oceania i 2012 lavede musikmagasinet Rolling Stone en oversigt over de 20 bedste sange fra Smashing Pumpkins ud fra en omfattende afstemning blandt fans. "Mayonaise" fra Siamese Dream blev stemt ind som nummer et, og fire af de øverste fem sange er fra Siamese Dream med "Cherub Rock" som nummer tre, "Soma" på fjerdepladsen" og "Disarm" som nummer fem. "Hummer" (nr. 8), "Today" (nr. 9) og "Geek U.S.A." (nr. 13) kom også med på listen. Ved bandets koncerter er "Today", "Cherub Rock", "Disarm", "Silverfuck", "Rocket", "Mayonaise" og "Geek U.S.A." i nævnte rækkefølge de mest spillede numre live. 

## Skæringsliste
1. "Cherub Rock"
2. "Quiet"
3. "Today"
4. "Hummer"
5. "Rocket"
6. "Disarm"
7. "Soma"
8. "Geek U.S.A."
9. "Mayonaise"
10. "Spaceboy"
11. "Silverfuck"
12. "Sweet Sweet"
13. "Luna"

Alle sange er skrevet af Billy Corgan med undtagelse af "Soma" og "Mayonaise", der er krediteret til både Billy Corgan og James Iha. Ifølge Billy Corgan er det dog begrænset, hvad James Iha har bidraget til de to kompositioner.

## Singler
- Cherub Rock (1993)
- Today (1993)
- Disarm (1994)
- Rocket (1994)

## Bandet
- Billy Corgan (sang, guitar, bas, mellotron, producer)
- Jimmy Chamberlin (trommer)
- James Iha (guitar)
- D'arcy Wretzky (bas)

Derudover er albummet produceret af Billy Corgan og Butch Vig. Mike Mills fra R.E.M. spiller klaver på Soma, Eric Remschneider og David Ragsdale spiller henholdsvis cello og violin på både Disarm og Luna. 

## Baggrund
Efter debutalbummet Gish fra 1991 blev bandet omtalt som det næste Nirvana, men bandet havde adskillige interne problemer. Trommeslager Jimmy Chamberlin var ved at udvikle et alvorligt misbrug af heroin, og James Iha og D'arcy Wretzky, der havde kommet sammen en periode, var lige gået fra hinanden. Ydermere var Billy Corgan blevet en smule overvægtig og deprimeret til randen af selvmord og havde desuden problemer med at skrive sange. Presset af pladeselskabet og økonomiske problemer indtog bandet dog alligevel studiet i Atlanta, USA for at indspille opfølgeren til Gish. 

## Indspilningerne
Albummet blev hovedsageligt indspillet mellem december 1992 og marts 1993. Butch Vig, der også havde produceret Gish, var atter med som producer, og bandet havde valgt at indspille albummet i Atlanta, langt væk fra hjembyen Chicago, for at undgå besøg af venner og andre distraktioner. Det var dog også et desperat forsøg på at gøre en ende på Jimmy Chamberlins stofmisbrug ved at fjerne ham fra hans vante omgivelser. Dette mislykkedes dog, og Chamberlin forsvandt ofte flere dage ad gangen uden at høre fra sig.
Den første sang, som Billy Corgan skrev, var "Today". Han spillede en demooptagelse for bandet og Butch Vig og fik en positiv reaktion. Senere kom repræsentanter fra bandets pladeselskab, Virgin Records, for at tjekke, hvordan tingene gik. De var så tilfredse med Today, at de aflyste yderligere besøg i studiet. 
Smashing Pumpkins fik indspillet albummet i løbet af fire måneder, hvilket var længere tid end beregnet. De overskred budgettet med $250.000, hvilket også gjorde Virgin Records rasende. Ved slutningen af studieindspilningerne havde Corgan skrevet mere end 50 sange til albummet.

## Modtagelse
Bandet fik deres første Grammy-nominationer med Siamese Dream ved Grammy Awards 1994. Siamese Dream blev nomineret i kategorien Best Alternative Music Album, og førstesinglen "Cherub Rock" blev nomineret i kategorien Best Hard Rock Performance (en kategori bandet senere ville vinde to år i træk – 1997 og 1998). 
Q Magazines læsere stemte Siamese Dream ind som nr. 54 på listen over de bedste album nogensinde. Rolling Stone lavede i 2003 en liste over de 500 bedste album nogensinde, og Siamese Dream blev placeret som nr. 360. Ydermere lavede Guitar World en liste over de 100 bedste guitarsoloer nogensinde, og der blev medtaget to soloer af Billy Corgan fra Siamese Dream. "Geek U.S.A." blev placeret som nr. 54, mens "Cherub Rock" blev nr. 97. Deruodver kårede Spin Magazine Smashing Pumpkins til Artist of the Year 1994. 

## Salgstal
- USA: 4.836.900 (ifølge Nielsen SoundScan, december 2011) (4 x platin)
- UK: 100.000 (guld)
- Holland: 50.000 (guld)
- Japan: 7.480

I den første uge i handlen blev der solgt 72.000 eksemplarer af Siamese Dream i USA. I juli 2012 var der blevet solgt omkring 4,9 millioner eksemplarer i USA. Det anslås, at der er blevet solgt mellem syv og otte millioner eksemplarer af Siamese Dream verden rundt.

## Genudgivelse
Den 29. november 2011 blev Siamese Dream genudgivet samtidig med Gish. Foruden en remastered version af selve albummet indeholdt genudgivelsen også en bonus-cd med 18 ekstranumre, heriblandt forskellige demooptagelser og remixes fra Siamese Dream-æraen. Derudover inkluderede genudgivelsen også en livekoncert på dvd fra Metro i samme tidsperiode. Genudgivelsen af albummet nåede i 2011 op og toppede som nummer 110 på Billboard-hitlisten i USA.

### Bonus-cd:Lollipop Fun Time
1. "Pissant (Rough Mix)"
2. "Siamese Dream (Broadway rehearsal demo)"
3. "STP (rehearsal demo)"
4. "Frail and Bedazzled (Soundworks demo)"
5. "Luna (Apartment demo)"
6. "Quiet (BBC Session/Billy Corgan mix)"
7. "Moleasskiss (Soundworks demo)"
8. "Hello Kitty Kat (Soundworks demo)"
9. "Today (Broadway Rehearsal demo)"
10. "Never Let Me Down Again (BBC session)"
11. "Apathy's Last Kiss (Siamese Sessions Rough Mix)"
12. "Ache ("Silverfuck" Rehearsal demo)"
13. "U.S.A (Soundworks Demo)"
14. "U.S.S.R. (Soundworks Demo)"
15. "Spaceboy (Acoustic Mix)"
16. "Rocket (Rehearsal Demo)"
17. "Disarm (Acoustic Mix)"
18. "Soma (Instrumental Mix)"

### Live-dvd:Live at the Metro
1. "Rocket"
2. "Quiet"
3. "Today"
4. "Rhinoceros"
5. "Geek U.S.A"
6. "Soma"
7. "I Am One"
8. "Disarm"
9. "Spaceboy"
10. "Starla"
11. "Cherub Rock"
12. "Bury Me"
13. "Hummer"
14. "Siva"
15. "Mayonaise"
16. "Drown"
17. "Silverfuck"

## Outtakes
Billy Corgan skrev mere end 50 sange til Siamese Dream, men kun 13 kom med på selve pladen. Derudover blev der udgivet en samling af b-sider og outtakes med titlen Pisces Iscariot i 1994, som indeholdt yderligere 14 numre, hvoraf de fleste var fra indspilningerne til Siamese Dream. I 2011 blev der på genudgivelsen af albummet udgivet en bonus-cd med demoindspilninger fra albummet, heriblandt også en række tidligere ikke-udgivne numre. Nedenstående liste består af b-sider og outtakes, der ikke er at finde på de førnævnte udgivelser. 
- Doorstep
- French Movie Theme
- Glynis
- Infinite Sadness
- Purr Snickety
- She Says
- Suicide Kiss
- Tulips
- Where's Vince?